# پت هارتیگان
پت هارتیگان (انگلیسی: Pat Hartigan؛ ‏ ۲۱ دسامبر ۱۸۸۱ – ۸ مهٔ ۱۹۵۱) بازیگر اهل ایالات متحده آمریکا بود.
از فیلم‌هایی که وی در آن‌ها نقش داشته‌است، می‌توان به اتحادیه اقیانوس آرام، خیش و ستارگان، صحبت تمامی شهر، کشیش قاضی، قدرت و جلال، فریاد دوردست و در آریزونای قدیم اشاره نمود.